# Cantonul Salbris
Cantonul Salbris este un canton din arondismentul Romorantin-Lanthenay, departamentul Loir-et-Cher, regiunea Centru, Franța.

## Comune
- La Ferté-Imbault
- Marcilly-en-Gault
- Orçay
- Pierrefitte-sur-Sauldre
- Saint-Viâtre
- Salbris (reședință)
- Selles-Saint-Denis
- Souesmes
- Theillay